# Czesław Berka
Czesław Berka (ur. 4 czerwca 1925 w Kcyni, zm. 10 czerwca 1988 w Białogardzie) – duchowny katolicki, kanonik.
Święcenia kapłańskie przyjął w 1952 r. W latach 1964–1988 był proboszczem parafii Narodzenia NMP w Białogardzie. Kanonik Kapituły Koszalińsko-Kołobrzeskiej, sprawował także funkcję dziekana dekanatu białogardzkiego.

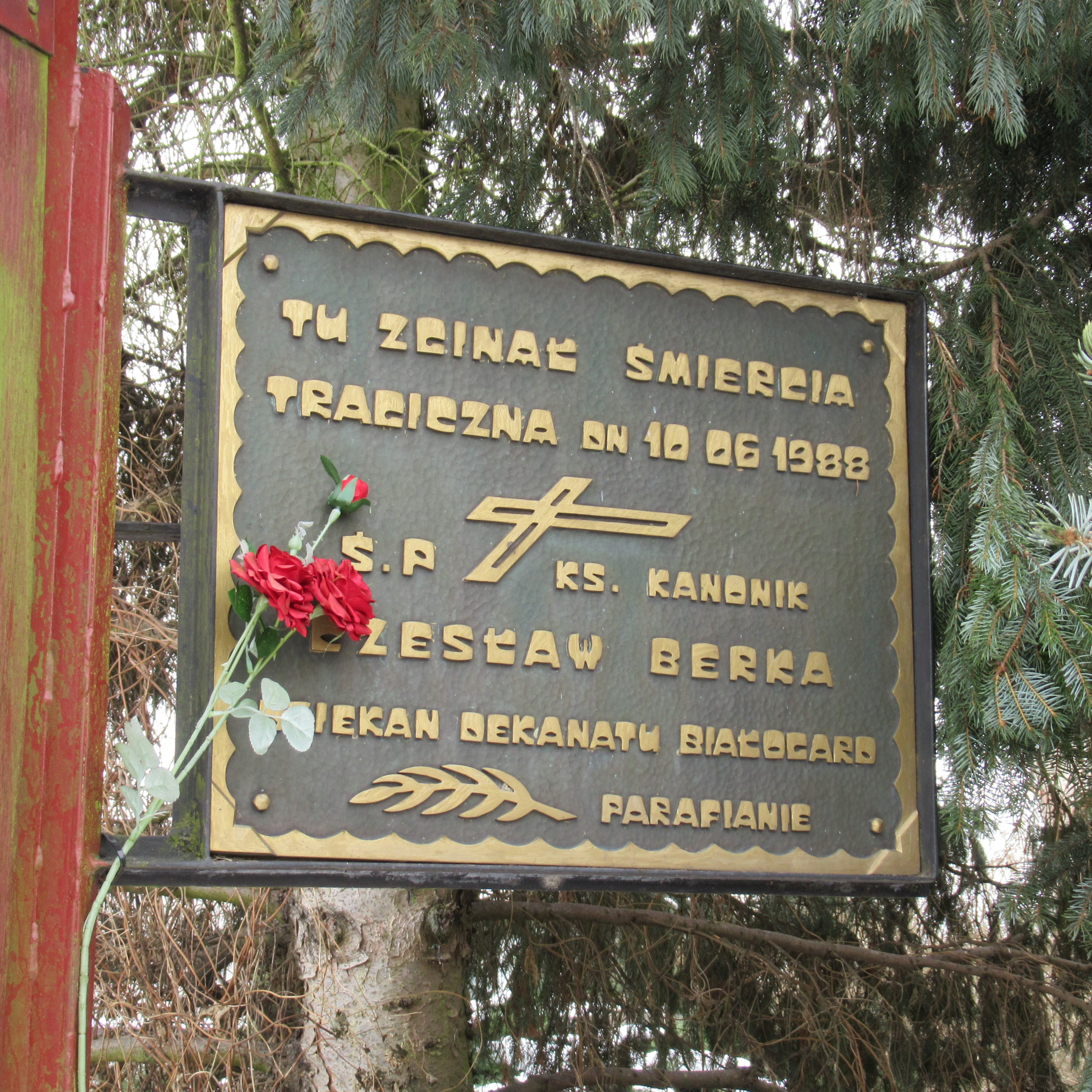
Tablica upamiętniająca przy Szosie Połczyńskiej w Białogardzie

Zginął w wypadku drogowym z udziałem pojazdu Północnej Grupy Wojsk Armii Radzieckiej 10 czerwca 1988 r. Został pochowany w rodzinnej Kcyni.
24 czerwca 1999 r. został pośmiertnie odznaczony medalem „Za zasługi dla miasta Białogard”. Jego imieniem nazwano jedną z ulic i rondo w  Białogardzie.